# Jaman South Municipal District
Der Jaman South District ist ein Distrikt in Ghana. Er ist im Zentrum Ghanas in der Bono Region gelegen und grenzt an die Distrikte Jaman North, Berekum und Dormaa Municipal in der Bono Region. Ferner grenzt er an den Nachbarstaat Elfenbeinküste. Chief Exekutive ist Apraku Tanoh.
Der Jaman South District wurde zusammen mit dem Jaman North District erst per Präsidialdekret des Präsidenten John Agyekum Kufuor am 12. November 2003 aus dem ehemaligen Jaman District durch Aufteilung gegründet.

## Wahlkreise
Im Distrikt Jaman wurde ein gleichnamiger Wahlkreis eingerichtet, in dem Anna Nyamekye für die New Patriotic Party (NPP) bei den Parlamentswahlen 2004 den Sitz im ghanaischen Parlament.

## Wichtige Ortschaften
- Japekrom
- Dwenem
- Adamasu
- Babianihaa
- Atuna